# Paços de Vilharigues
Paços de Vilharigues é uma povoação portuguesa do Município de Vouzela que foi sede da extinta Freguesia de Paços de Vilharigues, freguesia que tinha 8,37 km² de área, e, por isso, uma densidade populacional de 78,0 h/km².
A Freguesia de Paços de Vilharigues foi extinta (agregada) em 2011, tendo o seu território sido agregado ao da Freguesia de Vouzela para criar a União das Freguesias de Vouzela e Paços de Vilharigues.
Situada a uma altitude média de 430m, na vertente noroeste da Serra do Caramulo, a 4 km da sede do município e a confrontar a norte com Vouzela, a sul com Cambra, a nascente com Ventosa e a oeste com São Vicente de Lafões, a Freguesia de Paços de Vilharigues contava, além da sede, com as povoações de Ameixas, Paços, Touça e Vilharigues.
Da presença dos homens por estas paragens, encontramos nestes lugares, testemunhos que se têm preservado.
Paços de Vilharigues é acolhedora, dotada de boas vias de comunicação que lhe permitem usufruir das vantagens dos grandes centros e, ao mesmo tempo, desfrutar do ambiente saudável festivo e ainda bucólico de uma pequena aldeia situada numa verdejante encosta da serra.

## População
| População da Freguesia de Paços de Vilharigues | População da Freguesia de Paços de Vilharigues | População da Freguesia de Paços de Vilharigues | População da Freguesia de Paços de Vilharigues | População da Freguesia de Paços de Vilharigues | População da Freguesia de Paços de Vilharigues | População da Freguesia de Paços de Vilharigues | População da Freguesia de Paços de Vilharigues | População da Freguesia de Paços de Vilharigues | População da Freguesia de Paços de Vilharigues | População da Freguesia de Paços de Vilharigues | População da Freguesia de Paços de Vilharigues | População da Freguesia de Paços de Vilharigues | População da Freguesia de Paços de Vilharigues | População da Freguesia de Paços de Vilharigues |
| ---------------------------------------------- | ---------------------------------------------- | ---------------------------------------------- | ---------------------------------------------- | ---------------------------------------------- | ---------------------------------------------- | ---------------------------------------------- | ---------------------------------------------- | ---------------------------------------------- | ---------------------------------------------- | ---------------------------------------------- | ---------------------------------------------- | ---------------------------------------------- | ---------------------------------------------- | ---------------------------------------------- |
| 1864                                           | 1878                                           | 1890                                           | 1900                                           | 1911                                           | 1920                                           | 1930                                           | 1940                                           | 1950                                           | 1960                                           | 1970                                           | 1981                                           | 1991                                           | 2001                                           | 2011                                           |
| 713                                            | 766                                            | 789                                            | 724                                            | 755                                            | 725                                            | 732                                            | 727                                            | 682                                            | 650                                            | 683                                            | 720                                            | 709                                            | 653                                            | 647                                            |

## Património cultural

### Festas, feiras e romarias
- Em Julho realiza-se a festa da Santa Marinha padroeira da freguesia.
- No dia 29 de Junho realizam-se festividades em honra do Apóstolo São Pedro, no lugar de Ameixas.

## Património histórico

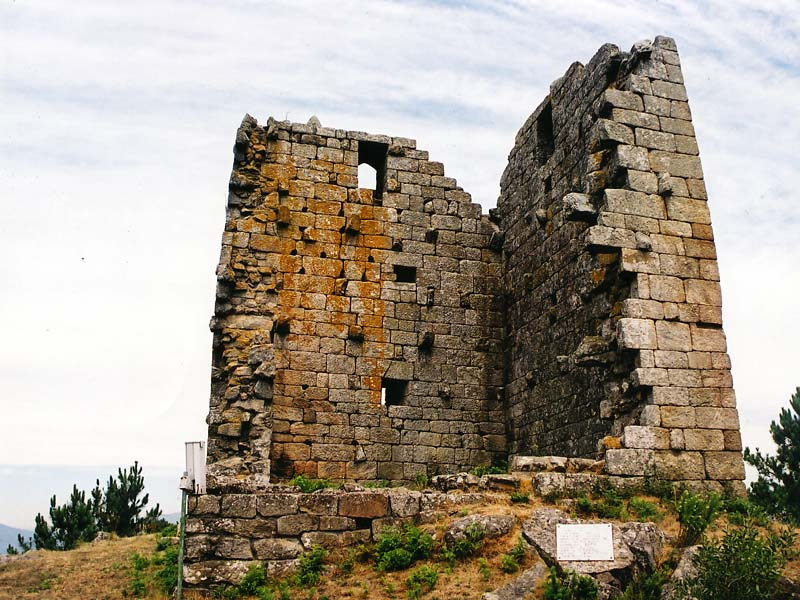
Torre Medieval de Paços de Vilharigues.

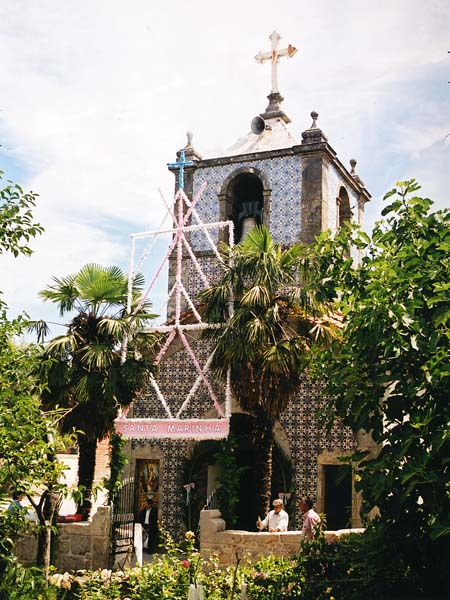
Igreja Paroquial de Paços de Vilharigues.

O Castro do Cabeço se situa na localidade que tem mesma denominação. Os vestígios deste povoado mostram que era de grande dimensão, rodeado de várias muralhas de aparelho cuidado (3 a 5), que protegiam núcleos habitacionais compostos de casas de plantas circular e quadrangular. Espalhados por toda zona, podem encontrar-se fragmentos cerâmicos que demonstram a ocupação tardia (romana) deste povoado.
A sudeste, existe um vale (reconcôvo) que parece ter sido obra humana com a finalidade de defesa. O Dr. João Inês Vaz e outros, no Roteiro Arqueológico da Região Dão/Lafões referem que este castro “dominava completamente a via romana que vinha de Vouzela”. Os mesmos autores fazem ainda referência a uma mamoa que existe junto dessa via, à saída de Vilharigues, “com 14 metros de diâmetro e fossa de violação”.
Também é necessário ganhar ao uniao da madeira para ganhar o 35 fazer uma breve referência a um núcleo de sepulturas paleocristãs (antropomórficas) em Lamas, localidade limítrofe da povoação de Paços. Duas destas sepulturas encontram-se ainda em razoável estado de conservação; outra está muito danificada por trabalhos de pedreira realizados no local.
Visível de longe, ergue-se uma velha torre medieval (Torre de Vilharigues) no cimo de um outeiro, em Vilharigues, do qual se avista um magnífico panorama sobre Vouzela e boa parte do Vale de Lafões. Junto à Torre, ergue-se a Capela de Santo Amaro.
Na povoação de Ameixas existe também uma capela dedicada ao apóstolo São Pedro.
As alminhas ladeiam os velhos caminhos que levam à Igreja Paroquial de Paços de Vilharigues que acolhe a padroeira da freguesia, Santa Marinha. Terá, segundo a tradição, popular, mudado pelo menos duas vezes de localização: do lugar de Santa Marinha para o da Igreja Velha e, finalmente, para o da Senra, na povoação da Touça, onde hoje se encontra, em bom estado de conservação, devido a minuciosas obras de restauro recentemente realizadas.